# Burg Nowy Dwór
Die Ruine der Burg Nowy Dwór (deutsch Burg Neuhaus; auch Waldenburg) befindet sich in Dzietrzychów (Dittersbach), einem südlichen Ortsteil der Stadt Wałbrzych (deutsch Waldenburg).

## Lage
Die Burgruine befindet sich etwa 500 Meter südlich des Gemeindesportplatzes auf dem Gipfel einer bewaldeten, durch Wanderwege erschlossenen Kuppe.

## Geschichte
Die Feste Neuhaus auf dem Schlossberg in Dittersbach wurde um 1293 durch Herzog Bolko I. von Schweidnitz errichtet. Sie diente wie die benachbarten Burgen Fürstenstein, Gröditzburg, Vogelgesang und Kynast der Sicherung der Grenze gegen Böhmen. Identisch mit der Waldenburg, wurde sie erstmals 1365 erwähnt. Durch Heirat der Prinzessin Anna von Schweidnitz 1353 mit dem böhmischen König Karl I., dem späteren Kaiser Karl IV., verlor die Burg Neuhaus an strategischer Bedeutung.
1372 ging die Burg Neuhaus zusammen mit dem gleichnamigen Burgbezirk aus herzoglichem Besitz in den erblichen Besitz der Burggrafen Schoff über. 1426 folgten die von Liebenthal und 1434 Hermann d. J. von Czettritz auf Schwarzwaldau und Fürstenstein bis etwa zur Mitte des 15. Jahrhunderts. Während der Hussitenkriege (1419–1436) wurde die Burg nicht zerstört, da die Burggrafen die Hussiten willig aufnahmen. Sie unterstand ab etwa 1450 Hans von Zedlitz, dem 1462 Hans von Czettritz folgte. Als Parteigänger des böhmischen Königs Georg von Podiebrad verlor er nach dessen Tod mitten in der Auseinandersetzung um die böhmische Krone die Herrschaft Neuhaus 1475 an den Gegenkönig Matthias Corvinus. Während dieser Zeit verwaltete Neuhaus als königlichen Pfandbesitz der Schweidnitzer Landeshauptmann Georg von Stein. 1488 gelangte Neuhaus wiederum an Hans von Czettritz. 1490 zog der böhmische König Vladislav II. das Pfandlehen ein und verkaufte es als Erblehen dem Fabian von Tschirnhaus. 1492 war Neuhaus wieder im Besitz des Hans von Czettritz, bei dessen Nachkommen bzw. in deren Seitenlinie der Dyherrn-Czettritz es bis 1866 verblieb. Bereits 1581 wurde die Burg Neuhaus durch Brand zerstört und danach nicht wieder aufgebaut. Stattdessen wurde von 1606 bis 1628 im Renaissancestil Schloss Waldenburg in Ober Waldenburg an der damaligen Stadtgrenze zu Waldenburg errichtet.
Die Besitzer der Burg wohnten seit Anfang des 17. Jahrhunderts in Ober Waldenburg bzw. in einem Schlösschen am Fuße des Schlossberges, das 1882 abgetragen wurde. 1866 vererbte Amalie Friedrike Wilhelmine von Dyherrn-Czettritz die Herrschaft Neuhaus dem Pfarrer Franz Gyrdt, von dem sie 1871 Hans Heinrich XI. von Hochberg, Fürst von Pleß und Graf von Hochberg auf Fürstenstein erwarb.

## Burgbezirk
Zum Burgbezirk gehörten im 14. Jahrhundert die Ortschaften Hermsdorf, Waldenburg und Weißstein. 1682 bestand er aus den Ortschaften Neuhaus, Dittersbach, Hermsdorf, Althain und Anteil Bärengrund. 1928 wurde der Burgbezirk zusammen mit dem Vorwerk nach Dittersbach eingemeindet, das seinerseits 1934 der Stadt Waldenburg zugeschlagen wurde.